# Robert voor beste kostuumontwerp
De Robert voor beste kostuumontwerp (Deens: Årets kostumier) is een filmprijs die jaarlijks op de Robertfest uitgereikt wordt door de Danmarks Film Akademi.  

## Winnaars
| Jaar | Filmtitel                  | Winnaar                        |
| ---- | -------------------------- | ------------------------------ |
| 1984 | Forræderne                 | Annelise Hauberg               |
| 1985 | Forbrydelsens element      | Manon Rasmussen                |
| 1986 | Hodja fra Pjort            | Evelyn Olsson en Jette Termann |
| 1987 | Barndommens gade           | Manon Rasmussen                |
| 1988 | Niet uitgereikt            |                                |
| 1989 | Ved vejen                  | Annelise Hauberg               |
| 1990 | Miraklet i Valby           | Manon Rasmussen                |
| 1991 | Niet uitgereikt            |                                |
| 1992 | Drengene fra Sankt Petri   | Manon Rasmussen                |
| 1993 | Sofie                      | Jette Termann                  |
| 1994 | Sort høst                  | Manon Rasmussen                |
| 1995 | Min fynske barndom         | Manon Rasmussen                |
| 1996 | Kun en pige                | Manon Rasmussen                |
| 1997 | Hamsun                     | Lotte Dandanell                |
| 1998 | Ørnens øje                 | Manon Rasmussen                |
| 1999 | Forbudt for børn           | Ingrid Søe                     |
| 2000 | Magnetisörens femte vinter | Katja Watkins                  |
| 2001 | Bænken                     | Louize Nissen                  |
| 2002 | Grev Axel                  | Stine Gudmundsen-Holmgreen     |
| 2003 | I Am Dina                  | Dominique Borg                 |
| 2004 | Dogville                   | Manon Rasmussen                |
| 2005 | Kongekabale                | Helle Nielsen                  |
| 2006 | Unge Andersen              | Manon Rasmussen                |
| 2007 | Drømmen                    | Manon Rasmussen                |
| 2008 | Kunsten at græde i kor     | Margrethe Rasmussen            |
| 2009 | Flammen & Citronen         | Manon Rasmussen                |
| 2010 | Kærestesorger              | Anne-Dorthe Fisher             |
| 2011 | Submarino                  | Margrethe Rasmussen            |
| 2012 | Dirch                      | Stine Gudmundsen-Holmgreen     |
| 2013 | En kongelig affære         | Manon Rasmussen                |
| 2014 | Spies & Glistrup           | Manon Rasmussen                |
| 2015 | Nymphomaniac               | Manon Rasmussen                |
| 2016 | Skammerens datter          | Kicki Ilander                  |